# Іноземні мови в школах України
«Іноземні мови в школах України» — український науково-методичний журнал для вчителів англійської, німецької, французької, іспанської, польської та інших мов, які вивчають в Україні. 

## Історія та зміст
Заснований у 2002 році у Києві МОН України та видавництвом «Педагогічна преса». Виходив 6 разів на рік (раз на 2 місяці). Тираж — 2,5 тисячі примірників. Видання припинено у 2022 році.
До 2012 мав назву — «Іноземні мови в навчальних закладах»; до 2014 — «Іноземні мови в сучасній школі».
Друкував матеріали англійською, німецькою, французькою, іспанською, польською та іншими мовами, що вивчають у школах України; подавав інформацію про специфіку викладання іноземних мов у початковій, середній, старшій та вищій школі. Ознайомлював з новими підручниками, методичними напрацюваннями, досвідом роботи; містив поради щодо оформлення кабінетів, культурологічну і країнознавчу інформацію. 
Рубрики: «Методологія та пріоритети», «Стратегічні документи», «Урок іноземної», «Полілог культур», «Сторінка науковця», «З потоку життя».
Головний редактор — Кузнецов Ю. (з 2002 року), голова редакційної ради — Крючков Г. (з 2002 року). Потім головний редактор та голова редакційної колегії — Буренко В. М..